# Sela pri Dobovi
Sela pri Dobovi je obcestna vas v Občini Brežice.
Vas Sela pri Dobovi je leži okoli 2,5 km vzhodno od občinskega središča in ob cesti Brežice - Bistrica ob Sotli. Arheologi so pri izkopavanjih v Selah odkrili staroslovanske grobove, v katerih je bilo 10 skeletov. Raziskave so pokazale, da so omenjene najdbe iz obdobja v 8. do 9. stoletja.

## Prebivalstvo
Etnična sestava 1991:
- Slovenci: 531 (95,3 %)
- Hrvati: 18 (3,2 %)
- Srbi: 2
- Neznano: 6 (1,1 %)